# BG Group
BG Group plc (BG) war ein britisches Energieunternehmen mit dem Hauptsitz in Reading, Berkshire, Großbritannien. Das Unternehmen war im FTSE 100 gelistet.

## Unternehmensgeschichte
Das Unternehmen entstand im Februar 1997 durch Aufspaltung von British Gas plc in Centrica und BG plc (Umbenennung 1999: BG Group plc). Außerhalb Großbritanniens hat BG Group das Nutzungsrecht am Firmennamen "British Gas", innerhalb Großbritanniens steht die Nutzung des Firmennamens dem Unternehmen Centrica zu.
Im Jahr 2000 erfolgte die Ausgliederung eines Unternehmensbereiches als Lattice Group. Während BG die Erdgasfelder und weitere Werte übernahm, erhielt Lattice den Unternehmensbereich Erdgastransport. Lattice übernahm hierbei Transco. 2002 fusionierte Lattice mit dem Unternehmen National Grid. Im April 2015 vereinbarte Royal Dutch Shell die Übernahme der BG Group für 47 Mrd. Pfund. Im Februar 2016 wurde die Übernahme abgeschlossen.

## Aktivitäten
BGs Hauptgeschäft war die Suche nach Erdgas. Es besaß einige Erdgaspipelines und hatte Anteile an mehreren Kraftwerken. Das Unternehmen war weltweit tätig, wobei nur ein geringer Teil der Aktivitäten in Großbritannien erfolgte. Das brasilianische Erdgas- und Erdölunternehmen Comgás gehörte bis April 1999 zum brasilianischen staatseigenen Betrieb Companhia Energética Sáo Paulo (CESP). CESP wurde an den britischen Energiekonzern BG Group und den Mineralölkonzern Royal Dutch Shell verkauft.